# Магнитно задържане
Магнитното задържане е принцип, който се използва при разработването на термоядрения реактор през 1946 г. в Центъра за ядрена енергия на Великобритания. Целта е по експериментален начин да се произвежда енергия от реакции на ядрен синтез. Магнитното задържане намира принципно приложение и в други реактори като например ITER. Той се прилага в устройствата, които задържат плазменото гориво и го поддържат горещо. Основното деление е на магнитозадържащи (на английски: magnetic confinement) и инерционнозадържащи (на английски: inertial confinement).

## Физика на процеса
Експериментите с магнитно задържане на плазмата основно се делят на тороидални и такива с открити магнитни полета. Основното вярване е, че е по-лесно да се задържи плазмата в направление перпендикулярно на полето, отколкото паралелно на него. Паралелното задържане може да се осъществи или чрез огъване на силовите линии на полето в кръгове сами около себе си, по-просто казано – тороидална повърхнина, или чрез свиване на целия пакет силови линии от двете страни, което кара някои частици да се отразяват поради „огледалния ефект“ (на английски: mirror effect).
Тороидалните модели могат да се разделят според това дали самата машина е с тороидална форма, например твърда сърцевина в центъра на плазмата. Алтернативата е да се освободим от твърдата сърцевина и да използваме тока в плазмата, за да създадем тороидално поле.
Огледалните машини имат предимство с по-простата си форма и по-големия потенциал за директно преобразуване на енергията в електричество. Те основно изискват по-силно магнитно поле в сравнение с тороидалните машини, но най-големия проблем се оказва задържането на плазмата. За постигането на добро задържане е необходимо повече частици да се движат перпендикулярно на полето, отколкото паралелно на него. При такова скоростно разпределение не е изпълнен закона на Максуел-Болцман и това затруднява експлоатацията и допълнително оскъпява електроенергията.
Предимството на огледалата е в простата конструкция на машината, което намира приложение за компактните машини, но опростяването на магнитната система ограничава възможностите за контрол. Идеята на компактните тороиди не е добре изучена в сравнение с тороидалните машини. Това не означава непременно, че те не могат да работят по-добре от основните концепции, но несигурността при тяхната работа е много по-голяма.
До известна степен в самостоятелен клас може да обособим Z-pinch, при който процес линиите на полето образуват окръжности. Това е една от първите идеи, която обаче остава без успех. Освен това, никога не е звучала убедително концепцията да се превърне една импулсна машина, която изисква електроди в действителен реактор.

## Mагнитно огледало
Магнитното огледало (на английски: mirror effect) е сечение на магнитното поле, където полето променя силата си при преместване по направление на силовите линии. Огледалният ефект произлиза от това, че заредените частици отскачат при достигане на зона със силно магнитно поле.

## Tороидални машини
Тороидалните машини могат да бъдат осово-симетрични, като токамака и RFP, или асиметрични, като стеларатор. Отказът от тороидална симетрия може да даде допълнителна възможност за по-добро задържане, но високата цена е голяма пречка за инженерството, теорията и експерименталната диагностика. Стеларатор нормално има периодичност, например петорно ротационна симетрия. RFP, въпреки някои теоретични предимства, като ниско магнитно поле в намотките, не се е доказал като много успешен.

## Токамак
Експериментите базирани на токамак-концепцията могат да се разделят на две основни групи. При едните модели се използва класическия дизайн на токамака и затова те често са наричани „конвенционални токамаци“. Втората група използва модифицирана тороидална форма, която има почти сферичен вид. Този тип машини са известни като „сферични токамаци“.

### Дизайн на токамака
Двата основни елемента, характеризиращи конструкцията на машината са: Бланкет и Дивертор.
Бланкетът е елемент, в който енергийно активните неутрони, произведени от ядрената реакция в горящата плазма, се забавят и отдават енергията си под формата на топлина и се абсорбират от литиеви атоми за производство на междинното гориво-тритий. Топлината се отнема от бланкета, чрез поток от охлаждащ флуид, подава се към топлообменници, турбини и турбогенератори и се използва за производство на електричество по конвенционалния начин. Следователно за преобразуването на топлинната енергия в електричество се използва термичен цикъл на Карно. Използването на термичен цикъл означава, че ефективността на преобразуването е ограничена от коефициента на Карно и при отсъствие на термоустойчиви материали е около 60%. Неутронният поток отслабва в бланкета и затова бланкета се изработва с дебелина от 0,6 – 0,8 м (за пълното поглъщане на енергията на неутроните е необходима дебелина на материала от 0,5 м).
От вътрешната страна на бланкета има един елемент, подложен на най-тежките условия в реактора. Наречен е „първата стена“. Първата стена на бланкета на термоядрения реактор отделя бланкета от зоната на реакцията. Тя е стена на вакуумната камера, подложена на интензивно облъчване от неутроните (при това тя е длъжна да пропуска неутроните с енергия 14,1КеV) и работи в условия на висока температура и ерозийно въздействие на плазмата. Материалите предназначени за изработване на първата стена, трябва да осигуряват висока надеждност и дълготрайна работоспособност (тъй като смяната и е свързана с продължително спиране на реактора и със сложни дистанционни технологии за монтаж и демонтаж в условия на висока радиоактивност). Т.е. самите материали трябва да притежават висока радиационна устойчивост, а конструкцията трябва да осигурява минимално ниво на технологични и механични напрежения с голям резерв до граничните стойности. За материали за първата стена се препоръчват неръждаеми аустенитни и феритни стомани, ванадиеви сплави.
Между бланкета и стените на вакуумната камера(vacuum vessel) се намира друга тороидална структура, щитът(the shield). Неговата задача е да спре потока от неутрони по пътя им към вакуумния кожух и други присъединени структури. Магнитното поле се създава една част от тока на плазмата, а другата част от токът през намотките, обхващащи вакуумния кожух. За да се минимизира разсейването на енергията, намотките са суперпроводящи.
Един допълнителен елемент е дивертора. Той е монтиран във вакуумната камера под плазмата и служи за отвеждането на потока от горещи газове(хелий и неизгорени деутерий и тритий), изтощени от плазмата.

### Конвенционални токамаци
Токамакът е машина, която използва магнитни полета да задържи плазмата във формата на тороид, като плазмата се намира в тороидално оформена вакуумна камера. За постигането на устойчиво състояние на плазмата се изисква магнитните силови линии да се движат спираловидно около тороида. Такова спираловидно поле може да се създаде като се използват две полета. Тороидално, чийто силови линии обикалят в кръг и полоидално-силовите линии се движат в кръг, но в равнина перпендикулярна на равнината на тороидалното поле. В токамака тороидалното поле се създава от магнити, обграждащи тороида, а полоидалното е резултат на протичащия в плазмата ток. Този ток е индуктиран от втори набор електромагнити.
Токамакът е един от видовете магнитозадържащи устройства, които да устоят на свръхвисоката температура на плазмата.
По принцип на работа, токамаците са импулсни машини-по време на всеки импулс се създава плазма (начална фаза), после нейния ток се повишава, като се установява около една константна стойност, наречен „flat-top“ ток, който се поддържа по време на основната фаза от разряда, а най-накрая тока се понижава и плазмата се терминира. Времевите характеристики на тока на полоидалната и тороидалната намотка са основен параметър, който гарантира протичането на процеса по описания сценарий.
Има няколко режима на задържане за токамаците, в зависимост от параметъра време за задържане. Най-известните от тях са L-режимът, H-режимът и „supershot“. Съществува и комбинация между Н-режима и „supershot“.
При Н-режимът, енергията на плазмата се задържа за 2 и повече пъти по-дълго време отколкото при L-режима. При „supershot“ имаме плътностен профил, който е съсредоточен в центъра. По този начин, подобреното задържане е към центъра на плазмата, а не към повърхността. Комбинацията между Н и „supershot“ режима води до подсилване на задържането по повърхността на плазмата, като в същото време се запазва това в центъра.

## Моделиране на тороида
По време на изследванията е установено, че едно просто тороидално поле, в което магнитните силови линии обикалят в кръг около ос на симетрия, задържа плазмата по-добре отколкото система без такова. Това може да се види от индивидуалните орбити на частиците.
Токамаците са сложни системи с голям брой нестабилности, така че има много сериозни предизвикателства пред математичното моделиране и системите за управление.
Положително заредените йони и отрицателно заредените електрони в плазмата са при много висока температура и съответно се движат с големи скорости. За да се поддържа процесът е необходимо плазмата да се задържи в центъра на машината, в противен случай би се охладила много бързо. Магнитозадържащите устройства използват факта, че на заредените частици в магнитно поле действат Лоренцови сили и те следват спираловидно движещите се силови линии. Освен спираловидно движение, частиците имат и свободно топлинно движение. Чисто тороидалното (насочено по оста на тора) магнитно поле не е пространствено еднородно. То е по-силно в близост до вътрешната стена на тора и по-слабо в близост до външната му стена. Този радиален градиент на полето води до движение (дрейф) на електроните и на йоните на плазмата във вертикално направление и в крайна сметка до големи загуби на частици и до охлаждане на плазмата. Тъй като тороидалното поле е изкривено и намаляващо по сила с отдалечаване от оста на ротация, йоните и електроните се движат паралелно на оста, но в противоположни посоки. Разделянето на зарядите поражда допълнително електрично поле, което действа на отдалечаване от оста на въртене на йоните и електроните. Плазмата изглежда като флуид с формата на тороид, замразена в магнитното поле. Налягането в плазмата поражда сила, която се стреми да „издуе“ тороида. Магнитното поле извън плазмата се противопоставя на разширението.
Проблемите свързани с контрола могат да се разделят на две основни групи:електромагнитен контрол и кинетичен контрол на плазмата.
Първата категория се отнася до управлението на магнитните и електричните полета, които поддържат или променят положението на плазмата, нейната форма и ток. Както вече бе споменато, тази задача е усъвършенствана, чрез разпределяне на полоидална намотка около камерата. Приложеното към тази намотка напрежение прокарва ток, който от своя страна създава магнитно поле.
Кинетичния контрол на плазмата се отнася до контролиране снабдяването с частици и загряването, за да се осигури необходимата плътност на плазмата, температура, налягане и плътността на тока.
В крайна сметка, двата вида контрол трябва да са добре координирани, за да се премахнат или овладеят магнитохидродинамичните(MHD) нестабилности. Оптимизирането на формата на плазмата и вътрешния профил може да редуцира влиянието на тези нестабилности или в някои случаи да ги предотврати.
Магнитното управление на плазмата се извършва, чрез регулиране тока на полоидалните намотки; тези токове генерират магнитно поле, което взаимодейства с плазмата, модифицира нейния ток(plasma current control), положение и форма(plasma shape control). Тока на полоидалната намотка се състои от две съставки: пре-програмирана номинална стойност, която е зададена предварително според желаните параметри на плазмата, за да се изпълни описания по-горе сценарий и стойност от обратна връзка, която се противопоставя на смущенията, неточностите в модела и т.н.
Поради голямата значимост на системата, що се отнася до управлението на положението, тока и формата на плазмата, използването на обратна връзка е задължително условие, а не препоръчително. Действително, за да повишим ефективността на процеса е необходимо да се използва плазма със сечение, което е удължено по вертикалата („яйцевидна“ форма). Обаче, това удължаване води до нарастване нестабилността на плазмата във вертикална посока. За постигането на стабилност, системата за обратна връзка трябва да се настрои и пригоди за едно такова вертикално удължаване.
Освен това силовите линии трябва да разменят местата си. Когато силовите линии са винтообразни, частиците периодично попадат в области със силно магнитно поле, когато са в близост до вътрешната стена на камерата и в области със слабо поле, когато са в близост до външната и стена. Така средния вертикален дрейф на частиците е равен на нула и плазменият шнур се удържа ефективно далеч от стените на камерата.
В допълнение, подобряването на контрола на плазмата би дало възможност за максимално доближаване на плазмата до обграждащите я компоненти. Това гарантира едно максимално използване на обема, а това от своя страна спомага да се индуцират „огледални“ токове в близо разположените метални конструкции. Тези токове, наречени вихрови или още пасивни, генерират магнитно поле, което се противопоставя на преместването на плазмата и по този начин се осигурява един вид пасивна стабилизация.
За допълнително стабилизилане на плазмата около камерата се разполага дебел меден кожух и система от коректиращи намотки. С тяхна помощ се управлява формата и положението на плазмата в камерата.

## Загряване на плазмата
В един работещ реактор, част от произведената енергия ще служи за поддържане температурата на плазмата, като в същото време се подава свежо гориво (деутерий и тритий). При стартиране на реактора, или в началото или след кратковременно спиране, плазмата ще трябва да се загрее до работна температура от повече от 10keV (над 100 000 000 ˚C). В магнитозадържащите токамаци енергията, заделяна за поддържане на температурата, не е достатъчна.
В реакторите с непрекъснато действие по принцип съществуват няколко различни начина за нагряване на плазмата:
1. Омическо нагряване;
2. Инжекция на неутрални частици;
3. Високочестотно загряване (ВЧ);
4. Адиабатно свиване (магнитно компресиране);

### Омическо нагряване
Тъй като плазмата е проводник, това дава възможност да се загрява от протичащия в нея индуциран ток. Токът се индуцира от бавно повишавания ток през електромагнита свързан с плазмения тороид. Плазмата може да се разглежда като вторична намотка на трансформатор. Това всъщност е един пулсиращ процес, защото има ограничение на тока, протичащ през първичната намотка (също така има и други ограничения за продължителността на импулса). Поради тази причина токамаците трябва да работят за кратко време или да се използват други методи за загряване и за възбуждане на тока. Загряването в резултат на индуцирания ток се нарича омическо (съпротивително). Произведеното количество топлина зависи от съпротивлението на плазмата и тока. Но с увеличаване на температурата на плазмата, съпротивлението намалява и този метод става по-малко ефективен. Било е предложено да се увеличи съпротивлението на плазмата при високи температури, чрез създаването в плазмата на турбулентност, която ще увеличи ефективния брой на ударите на частиците в плазмата, т.е. големината на нейното съпротивление. В такъв случай, турбулентността може да направи омическото нагряване ефективно при високи температури. В същото време турбулентността може да доведе до подобряване удържането на плазмата.
В общи линии, този метод е приложим за загряване до температури 20 – 30 милиона градуса по Целзий. За по-високи температури се прибягва до други методи.

### Инжекция на неутрални частици
Този процес се свързва с внасянето на високо енергетични атоми в омически затоплената, магнитно задържана плазма. Използва се освен за загряване на плазмата, а и за попълване на запасите с гориво.
Новата порция гориво (смес от деутерий и тритий) може да се инжектира в плазмата по време на процеса „горене“ в термоядрената реакция (или във вид на газ или във вид на замразени топченца-„пелети“). При това, използването на горивото във вид на газ ще бъде неефективно (т.е. горивото няма да достигне централните области), вследствие на йонизацията в близост до повърхността. Топчетата гориво от смес на деутерий и тритий, инжектирани с голяма скорост ще достигнат централната област на плазмата.
Нагряването на горивото до температура на синтез е необходимо независимо от това каква реакция се използва. В това отношение, реакцията D-T притежава предимства, благодарение на по-ниската гранична температура. Освен това, в крайна сметка, част от енергията за синтез, идваща от α-частиците отива за повторно нагряване на плазмата, доколкото α-частиците са заредени и следователно се удържат от магнитното поле. Тази енергия частично се поглъща от плазмата и може да компенсира радиационните загуби, а също може би се използва за загряване на добавените порции студено гориво. За осигуряване на самоподдържаща се реакция е необходимо внасянето на мощност от системата за допълнително нагряване, балансирано вкарване на топлина с помощта на замразени топчици и използването на енергията на α-частиците-продукти на реакцията.
При други реакции основната част от енергията се отделя като кинетична енергия на заредените частици, което позволява използването на системи с право преобразуване на енергията.
Процесът на загряване протича по следния начин. В схемата за неутрално впръскване, в плазмата се вкарва сноп неутрални атоми на деутерий и тритий с висока енергия. Когато снопът попадне в плазмата, предизвиква йонизация на неутрални частици. По-нататък тези бързи йони се забавят при сблъскванията и така нагряват плазмата.
Оптимално разреден сноп неутрални частици може да пренесе енергия, достатъчна за нагряването на плазмата, но това няма да осигури достатъчно гориво. За осигуряване както на нагряването, а така също и попълването на запасите от гориво е необходим сноп неутрални частици с висока енергия и голяма плътност. Получаването на сноп с определени съотношения на енергията на частиците, мощност и ток представлява доста сложен технически проблем.

### Радио-честотно нагряване
Високо-честотни електромагнитни вълни се генерират от осцилатор (гиротрони или клистрони) от външната страна на торуса. Ако вълните са с подходящо подбрана честота (или дължина на вълната) и поляризирани, тяхната енергия може да се пренесе на заредените частици в плазмата, които от своя страна се сблъскват с другите плазмени частици като резултата е повишаване на температурата. Съществуват различни техники използващи electron cyclotron resonance heating (ECRH), low hybrid heating(LH) and ion cyclotron resonance heating(ICRH).
ВЧ-нагряването се основава на резонансно взаимодействие на радио-вълни и частици от плазмата, в резултат на което става преобразуване на енергията на електромагнитните или електростатичните вълни в кинетична енергия на частиците. Най-голямо значение имат три честотни диапазона. Първият е 5 – 100 MHz. В този случай честотата на радиовълните съвпада с йонно-циклотронната честота (ICRH) и нейните хармоници. Вторият е от 1 – 10 GHz, когато честотата на радиовълните съответства на честотата на флуктуациите в плътността на йоните в плазмата(LH). Третият е от 80 – 140 GHz. В този диапазон попада циклотронната честота на електроните (ECRH) в плазмата.
Всички системи за ВЧ-загряване са един вид предаващи радиостанции. Те имат източник на радиочестотни излъчвания, усилвател, предавателна линия и възбуждащ елемент, разположени на външната или вътрешната страна на стената на плазмената камера. Източникът и усилвателя представляват един вид електронна лампа (клистрон или мазер) в зависимост от честотния режим; предавателната линия-това е коаксиален кабел или вълновод; възбуждащ елемент-антени. Материалът, от който е направен трябва да бъде избран така, че да е устойчив на въздействието на неутроните и други форми на радиация, излъчени от плазмата. Допълнително към това в линията на предаване трябва да се постави диелектрично огледало, което пропуска радиовълните, а ще възпрепятства попадането на радиоактивния тритий в системата. В сравнение с NBI, ВЧ има следното предимство – то се базира на вече съществуващи технологии. Недостатъка на схемата за ВЧ-нагряване се поражда от трудното вкарване на излъчванията в плазмата през бланкета, при положение, че дължините на вълните на излъчването са прекалено големи, за да се използва вълновод.
По отношение на радиочестотното загряване има изключително много разработки и изследвания. Безспорно, това е една от най-коментираните и изучени технологии за нагряване на плазмата. Като метод за загряване на плазмата при честоти по-ниски от йонно-циклотронната честота били предложени и откритите от Алфвен вълни (Алфевоните вълни), но оттогава не е постигнат някакъв значим успех. Методът включва изстрелване на алфвенова вълна, която се усуква по резониращата повърхност. Плазмата се загрява, чрез ефекта на Ландау. Изследван е и методът с вълни на Бернщайн (IBW), който изисква честоти над йонно-циклотронната. Той е осигурил значителна част от загряването при токамаците HT-7 в Хефей и FTU във Фраскати.

### Магнитно компресиране
Газовете се затоплят при рязко свиване. По същия начин, температурата на плазмата се повишава, ако се предизвика свиване, чрез рязко увеличаване на магнитната индукция в полето. В системата на токамака, това се постига просто, чрез преместване на плазмата в регион с по-силно магнитно поле (радиално преместване). Тъй като свиването на плазмата доближава йоните по-близо едни до други, този процес допълнително спомага за повишаването на плътността на плазмата, което подобрява условията за реакцията. При ниска плътност на плазмата е ниска и плътността на мощността на реактора. Реакторът има много големи размери. Силно удържащо магнитно поле трябва да се създава в огромен обем, а това изисква колосална електрическа енергия. Обратно, ако плътността на плазмата е много висока ще имаме много висока плътност на мощността в реактора. Това означава много голям неутронен поток, водещ до прегряване и радиационно разрушаване на стените на реактора. Технически осъществим е реактор с плътност на мощността ~ 40 MW/m3.

## Охлаждане
Реакцията на синтез в плазмата произвежда голямо количество високо енергетични неутрони. Тези неутрони, които са електронеутрални, не се задържат от магнитното поле и се спират в стената на токамака. Това е голямото предимство на токамак-реакторите, тъй като тези свободни неутрони осигуряват елементарен начин да се извлече топлината от плазмения поток-по този начин се произвежда полезната енергия. Вътрешната стена на токамака трябва да се охлажда, защото тези неутрони отдават достатъчно енергия да се разтопят стените. Използва се криогенна система, за да се предотврати загубата на топлина от суперпроводимите магнити. За охладители обикновено се използват течен хелий или течен азот. Допълнително са поставени специално проектирани керамични плочи, които да предпазват магнитите и реактора от високата температура.
На този етап, експериментите по термоядрен синтез са достигнали ниво, при което експерименталните устройства са способни да произведат толкова енергия колкото те консумират за загряването на плазмата. Следващата стъпка е конструирането на ITER.
Тази машина ще бъде способна да работи в така наречения „advanced mode“, характеризиращ се с високо налягане на плазмата, продължително време на задържане и ниско ниво на прокарвания по индуктивен път ток на плазмата, което позволява „steady-state“ опериране. Този режим обединява активния контрол за развитие и поддръжка на високоефективна плазма с необходимата плътност на плазмата, температура и задържане като идеята е така да се постигне продължителен цикъл на действие.